# Niedziałki, Warmińsko-Mazurskie
Niedziałki [ɲeˈd͡ʑau̯ki] (Đức Fünfhuben) là một khu định cư ở quận hành chính của Gmina Barciany, thuộc huyện Kętrzyński, Warmińsko-Mazurskie, ở miền bắc Ba Lan, gần biên giới với Kaliningrad của Nga.
Trước năm 1945, khu vực này là một phần của Đức (Đông Phổ).